# ソスシーンズ・ベーン
ソスシーンズ・ベーン(Sosthenes Behn、1882年1月30日 - 1957年6月6日)は、アメリカ合衆国の実業家。ITTの実質的な創業者。

## 生涯
当時デンマーク領だったヴァージン諸島のセント・トーマス島に、フランス領事の息子として生まれる。コルシカ島からパリに留学した後に、プエルトリコへ赴いて砂糖仲買人となる。

### ITTの創業
砂糖の仲買人をしていた時にソスシーンズは抵当として電話会社の株を譲り受けることになり、これを切っ掛けとして通信事業へ足を踏み入れることになる。ソスシーンズは実弟のハーマンと共に電話会社を買収し、更にキューバへと進出。社名をInternational Telephone & Telegraph(ITT)に改称した。
1923年にミゲル・プリモ・デ・リベラの要請に応じて、スペインの電話事業を一手に受託。2年後には反トラスト法で海外事業の売却先を探していたウェスタン・エレクトリックの事業を一括で買収、イギリスから欧州・中南米さらにはアジア諸国に渡る事業網を完成させた。

### ナチス・ドイツとの密約
1930年にソスシーンズは、AEGと合弁でスタンダード・エレクトリック・ゲゼルシャフト(SEG)を設立、更にローレンツ社（C. Lorenz AG）をフィリップスから買収してドイツでの本格的な事業展開（Standard Elektrik Lorenz）に乗り出した。1933年にアドルフ・ヒトラーが政権を獲得すると、早速ソスシーンズはヒトラーに謁見。ヒトラーの後援者の一人で銀行家のクルト・フォン・シュレーダーをSEGの取締役にすると共に、法律顧問のゲアハルト・アロイス・ウェストリックを介してITTの事業運営を行うことを半ば黙認された。
ITTは、SEG傘下のフォッケ・ヴルフや自社の生産設備を通じてナチス・ドイツの軍用機材や原料を供給すると共に、中立国からナチス・ドイツへの情報提供を請け負っていた。その一方でフランスから亡命した技術者を雇用して連合国向けに防空システムを開発するなど、ソスシーンズは第二次世界大戦を通じて連合国側と枢軸国側双方に対してビジネスをやり続けた。

### 戦後
戦後は、スペインやアルゼンチンなどでITTの事業が接収され、加えて大株主からの突き上げで1948年には社長の座を退くが、その後も大西洋海底ケーブル敷設を巡って政界工作を弄するなど実質的な経営の手綱を握り続けた。1956年に退社し、翌年死去。